# Eustathius von Sebaste
Eustathius von Sebaste (auch: Eustatius, gräzisiert Eustathios von Sebasteia; † nach 377 n. Chr.) war ein spätantiker Bischof von Sebaste in Armenien.
Eustathius war ein Sohn des Bischofs Eulalios von Sebaste. In Ägypten wurde er Schüler des Arius, auf den die Lehre des Arianismus zurückgeht. Dies brachte ihm zunächst Probleme, als der Bischof Eustathios von Antiochia ihm die Aufnahme in den Klerus verweigerte. Seit etwa 355 hatte er den Bischofssitz in Sebaste inne. Während der arianischen Streitigkeiten gehörte er zur Gruppe der die Arianer bekämpfenden Homoousianer, die die Wesensgleichheit Gottes mit Jesus Christus verteidigten. Der bedeutendste Schüler des Eusthatius war Basilius von Caesarea, mit dem er lange Zeit eng befreundet war.
Eustathius betätigte sich nicht als Bibelexeget oder Kirchentheoretiker und widmete sich stattdessen der Förderung des Mönchtums in Armenien. Hier war er so erfolgreich, dass die Wirkung seiner Lehren bis nach Paphlagonien und Pontos reichte. Um 340 verurteilte die Synode von Gangra in Paphlagonien die Verachtung der Ehe und des Eigentums bei den Mönchen und 358 setzte die Synode von Melitene (Malatya) in Kleinarmenien Eustathius ab. Bis 373 war Eustathius der führende Kopf der kleinasiatischen Pneumatomachen („Kämpfer gegen den [heiligen] Geist“), woran auch die Freundschaft mit Basilius zerbrach. Nachdem die Vermittlung, die auf dem Konzil von Konstantinopel 381 unternommen worden war, in einem sogenannten Religionsgespräch abgelehnt wurde, verbot Theodosius I. 383 den Pneumatomachen jede weitere Versammlung.
Seine Anhänger, eine Gruppe radikaler Asketen, werden als Eustathianer bezeichnet.